# Гельсбах
Гельсбах (нем. Gehlsbach) — река в Германии, протекает по земле Мекленбург-Передняя Померания, приток Эльде.
Гельсбах берёт начало в районе коммуны Ганцлин. Течёт в западном направлении через поля коммун Бухберг и Карбов-Фитлюббе. Впадает в Эльду в районе коммуны Зиггельков.
В 1996 году в долине Гельсбаха была образована природоохранная зона «Гельсбахталь».
Общая длина реки 23,5 км. Высота истока составляет 74,7 м, высота устья — 46,1. 